# Pardosa uncata
Pardosa uncata là một loài nhện trong họ Lycosidae.
Loài này thuộc chi Pardosa. Pardosa uncata được Tord Tamerlan Teodor Thorell miêu tả năm 1877.